# Bolesław Roman Dłuski
Bolesław Roman Dłuski, pseudonim Jabłonowski (ur. 19 sierpnia 1826 w Zamoszu lub w Wilnie, zm. 10 maja 1905 w Krakowie) – polski lekarz, malarz i wojskowy, przywódca oddziału na Żmudzi w okresie powstania styczniowego.

## Biografia
Dzieciństwo spędził w folwarku Zamosz, leżącym w powiecie wiłkomierskim. Uczył się w gimnazjum wileńskim. W 1845 roku, w wieku 14 lat, został wraz z bratem Przemysławem skazany przez władze rosyjskie do rot karnych za rzekomy udział w spisku antypaństwowym. Bolesław został wysłany na Kaukaz, gdzie został włączony do rosyjskiej jednostki karnej toczącej wojnę z góralami Szamila. W armii pozostał do 1856 roku, osiągając stopień kapitana.
Na własną prośbę został przeniesiony do rezerwy i podjął studia na petersburskiej Akademii Sztuk Pięknych. Po roku przeniósł się na Uniwersytet Moskiewski, gdzie podjął studia medyczne. Po studiach prowadził klinikę lekarską w Uswolu.
Jeszcze na studiach zaangażował się w działalność stronnictwa czerwonych, kontynuował ją również w Uswolu. Wkrótce wszedł w skład Komitetu Prowincjonalnego Litewskiego, brał udział w rozmowach z centralą czerwonych w Warszawie, m.in. w sprawie przynależności okręgu białostockiego.
W momencie wybuchu powstania Dłuski został wyznaczony na naczelnika wojennego województwa kowieńskiego przez Konstantego Kalinowskiego. W lutym 1863 udał się na Kowieńszczyznę i przyjął pseudonim „Jabłonowski”. W pierwszym okresie dokonał lustracji gotowości bojowej województwa i podjął pierwsze przygotowania. W marcu wraz z własnym oddziałem udał się w kierunku Poniewieża, gdzie w pobliżu wsi Megiany połączył się z oddziałem Antoniego Mackiewicza. 27 marca oba oddziały stoczyły wygraną bitwę z dużym oddziałem rosyjskim.
Oba oddziały rozłączyły się, Dłuski udał się w kierunku lasów krokowskich, gdzie połączył się z oddziałem majora Tomasza Kuszłejki. Nowo powstałe zgrupowanie, liczące 1000 powstańców, stoczyło 1 kwietnia pod Leńczą bitwę, która zakończyła się taktycznym zwycięstwem, lecz doprowadziła do rozpadu zgrupowania.
Na początku kwietnia Jakub Gieysztor, szef rządu powstańczego na Litwie, ale należący do białych, odwołał Dłuskiego ze stanowiska naczelnika województwa kowieńskiego, mianując w jego miejsce Józefa Kościałkowskiego. W nowej sytuacji Dłuski zaangażował się w tworzeniu zgrupowania Zygmunta Sierakowskiego. W tym celu udał się na granicę pruską, gdzie odebrał ładunek przemycanej broni, w jej obronie stoczył dwie potyczki z żołnierzami rosyjskim 27 i 28 kwietnia. Broń dostarczył do lasów w pobliżu Androniszek, gdzie stacjonował Sierakowski.
Następnie ponownie udał się po broń na granicę pruską, w kierunku Taurogów. Założył obóz pod Stemplami, gdzie jego oddział 150 powstańców, stoczył dwie wygrane bitwy z przeważającym liczebnie oddziałem rosyjskim 11 i 12 maja. Rosjanie jednak uniemożliwili przejęcie ładunków z bronią. Dłuski udał się następnie w kierunku Telsz, gdzie w końcu maja założył obóz. Po drodze przyłączył się do niego oddział Seweryna Grossa „Aleksandrajtisa”. Pod Okmianami do zgrupowania dołączyła się partia Jasińskiego.
W tym momencie zgrupowanie Dłuskiego liczyło 400 wprawionych w bojach powstańców. Oddział rozłożył się obozem pod wsią Popielany. 22 czerwca obóz został zaatakowany przez Rosjan, którzy zmusili powstańców do wycofania się w kierunku bagien pod Draginiami. Dzięki udanemu kontratakowi oddziały rosyjskie zmuszone zostały do bezwładnej ucieczki, w rezultacie czego wielu żołnierzy utopiło się w bagnie, powstańcy zaś stracili jedynie 7 zabitych i 6 rannych.
Po bitwie oddział Grossa udał się w kierunku Telsz, zaś reszta powstańców pod dowództwem Dłuskiego, unikając rosyjskiego pościgu, w kierunku granicy pruskiej. Nad samą granicą Dłuski raz jeszcze uniknął rozbicia oddziału, zaatakowany przez Rosjan w rejonie wsi Pojurze.
Następnie zniechęcony co do perspektyw samego powstania, głównie z powodu zachowawczej polityki rządu wileńskiego, przekroczył granicę pruską wraz z częścią powstańców, resztę pozostawiając pod dowództwem Jana Staniewicza-Pisarskiego. Poprzez Prusy Dłuski udał się do Paryża, gdzie z ramienia Rządu Narodowego zajął się organizowaniem dostaw uzbrojenia na Litwę, gdzie władzę przejęli czerwoni z Kalinowskim na czele.
W lutym 1864 roku szef Rządu Narodowego Romuald Traugutt mianował Dłuskiego naczelnikiem korpusu piątego na Litwie. Dłuski zajął się energicznymi przygotowaniami do wznowienia powstania na Litwie i Żmudzi. Jednak wysiłki te z powodu dużej przewagi liczebnej wroga, zakończyły się niepowodzeniem.
Po upadku powstania Dłuski pracował w szpitalu św. Ludwika w Paryżu, gdzie ożenił się z Francuzką. Po śmierci pierwszej żony przeniósł się do Londynu, gdzie zajmował się malarstwem i ożenił się z Polką. W 1873 roku wraz z małżonką wrócił do Polski, kupił folwark pod Krakowem. Objął pracę bibliotekarza w Muzeum Techniczno-Przemysłowym w Krakowie, pracował również jako malarz, prowadził też niezarejestrowaną praktykę lekarską. Przyjaźnił się z Janem Matejko, który sportretował go jako komtura Tetinger z Elbląga, na obrazie bitwy grunwaldzkiej.
Zmarł w maju 1905 roku.